# Animexx
Animexx e. V. ist ein am 30. Januar 2000 in München gegründeter Verein, der sich der Förderung japanischer Populärkultur, insbesondere Manga und Anime, verschrieben hat. Der Verein ist seit 2. Mai 2008 Mitglied im Verband Deutsch-Japanischer Gesellschaften.

## Entwicklung
Der Animexx e. V. ist aus dem Zusammenschluss zweier Clubs hervorgegangen: dem „1. Sailor Moon Online Fanclub“ (S.M.O.F.) und dem „Animangai“. Der S.M.O.F. wurde am 1. August 1997 offiziell gegründet und organisierte im September 1998 die Anime-Convention Neo Moon Project '98 in Zorneding bei München. Der Animangai wurde am 1. Januar 1999 gegründet und veröffentlichte die Club-Zeitschrift „Tsunami“, die später in den Animexx mit übernommen wurde. Am 8. Januar, noch kurz vor der Gründung des Vereins, ging die Online-Community-Plattform animexx.de online.

## Größe und Programm
Der Animexx e. V. hat gegenwärtig weltweit etwa 870 Vereinsmitglieder und ungefähr 55.000 Onlineclubmitglieder (Stand: November 2019).

### Online-Angebot
Die Animexx-Website, die zu den größten deutschsprachigen Manga- und Anime-Seiten zählt, deckt die folgenden Bereiche ab:
- Informationen zum Verein
- Informationen zu Animes, Mangas und J-Rock/J-Pop, insbesondere Erscheinungslisten für den deutschen Markt
- Ein Fanwork-Bereich, in dem Fans kostenlos Fanarts, Fanfics, Dōjinshi und Fotos von Anime-Conventions ausstellen können
- Allgemeine Funktionen einer Online-Community wie Benutzer-Profile („Steckbriefe“ genannt), Benutzer-Weblogs, ein Internetforum und Rollenspiele
- Sogenannte „Zirkel“, in denen sich Mitglieder nach eigenen Interessen organisieren
- Ein Eventkalender, welcher im Januar 2019 in einer überarbeiteten Version veröffentlicht wurde
- Möglichkeiten, selbst Veranstaltungen über die Seite zu organisieren

Die Seite wurde bis zum 31. Oktober 2006 bei 4Players gehostet, bis zum 28. Dezember 2017 bei Onlinewelten. Aktuell wird die Seite privat gehostet.
Der Verein ist außerdem Herausgeber des Online-Magazins animePRO.

### Treffen und Veranstaltungen
Neben zahlreichen monatlichen Treffen im gesamten deutschsprachigen Raum organisiert der Verein seit 2002 die jährlich stattfindende Anime-Convention Connichi, zunächst im Mai in Ludwigshafen am Rhein, von 2003 bis 2022 im September in Kassel (2018: 27.000 Tagesbesucher in 3 Tagen) und seit 2023 in Wiesbaden. Von 2003 bis 2005 war bei der Connichi der Verlag Egmont Manga & Anime als Sponsor und Mitveranstalter beteiligt. Weitere Anime-Conventions in der Trägerschaft des Vereines sind die Hanami in Ludwigshafen (seit 2006), die YukiCon in Stuttgart-Zuffenhausen (2004 bis 2011), die J-Con (2004 als The Con, 2006, 2008 bis 2018) in Merzig und seit 2009 die Animuc in Fürstenfeldbruck die aus einem lokalen Fantreffen entstand. 2011 schloss sich die NiSa-Con dem Verein an und wurde zur Animexx-Convention. Außerdem war der Verein von 2003 bis 2004 auch der Träger der Conneko in Ludwigshafen.

### Deutsche Cosplaymeisterschaft
Der Verein ist einer der beiden Träger der Deutschen Cosplaymeisterschaft und zuständig für die Regionalentscheidungen.

### Printprodukte
Der Verein veröffentlicht regelmäßig Printprodukte, darunter:
- Ein Fanart-Kalender pro Jahr (seit 2003)
- Die Dōjinshi-Anthologie Manga-Mixx (seit 2006), inkl. diverser Special-Bände
- Dōjinshi-Einzelbände
- In Zusammenarbeit mit Egmont Manga & Anime drei Ausgaben der Dōjinshi-Anthologie „Shinkan Special“ (2003 bis 2005) (abgelöst durch Manga-Mixx)
- Animexx-Postkarten (seit 2008)

Die vereinseigene Zeitschrift war zunächst bis zu ihrer Einstellung Anfang 2004 die Tsunami. Sie wurde durch die FUNime ersetzt, die bis Ende 2008 die gemeinsame Zeitschrift der Vereine Animexx und Anime no Tomodachi war.